# ラブネプ
『ラブネプ』は、TBS系列で放送された、恋愛バラエティ番組・特別番組であり、ネプチューンの冠番組でもある。

## 概要
番組コンセプトは、「“本当にあった離婚劇から、幸せな結婚を考えよう!”」。

## 出演者

### MC
- ネプチューン（名倉潤・原田泰造・堀内健）

### 進行
- 青木裕子（TBSアナウンサー）

### ゲスト
第1回
- IZAM
- 小森純
- 土田晃之
- 藤本美貴
- 北斗晶
- ロッチ
- 小倉弘子

第2回
- 淡路恵子
- 池波志乃
- 今井諒
- ギャル曽根
- 小森純
- 五月みどり
- 遠野なぎこ
- 中尾彬
- 藤本美貴
- 辺見マリ
- 本田泰人
- 室井佑月

### 離婚スペシャリスト
- 池内ひろ美
- 藤原家康

## ネット局

### 第1回
| 放送対象地域  | 放送局                | 系列    | 放送日時                     | 遅れ日数  |
| ------------- | --------------------- | ------- | ---------------------------- | --------- |
| 関東広域圏    | TBSテレビ（TBS）      | TBS系列 | 2011年10月2日 14:00 - 15:00  | 制作局    |
| 鹿児島県      | 南日本放送（MBC）     | TBS系列 | 2011年10月22日 15:54 - 16:54 | 20日遅れ  |
| 静岡県        | 静岡放送（SBS）       | TBS系列 | 2011年11月6日 14:00 - 14:55  | 35日遅れ  |
| 青森県        | 青森テレビ（ATV）     | TBS系列 | 2011年11月12日 13:00 - 13:54 | 41日遅れ  |
| 福岡県        | RKB毎日放送（RKB）    | TBS系列 | 2011年11月19日 16:00 - 17:00 | 48日遅れ  |
| 岩手県        | IBC岩手放送（IBC）    | TBS系列 | 2011年11月24日 20:00 - 20:54 | 53日遅れ  |
| 鳥取県 島根県 | 山陰放送（BSS）       | TBS系列 | 2011年11月27日 14:00 - 14:54 | 56日遅れ  |
| 石川県        | 北陸放送（MRO）       | TBS系列 | 2011年12月4日 16:00 - 16:54  | 63日遅れ  |
| 大分県        | 大分放送（OBS）       | TBS系列 | 2011年12月4日 16:00 - 16:54  | 63日遅れ  |
| 中京広域圏    | 中部日本放送（CBC）   | TBS系列 | 2011年12月22日 19:59 - 20:54 | 81日遅れ  |
| 福島県        | テレビユー福島（TUF） | TBS系列 | 2012年2月18日 14:00 - 14:54  | 139日遅れ |
| 北海道        | 北海道放送（HBC）     | TBS系列 | 2012年4月22日 14:00 - 15:00  | 203日遅れ |
| 宮城県        | 東北放送（TBC）       | TBS系列 | 2012年5月27日 14:00 - 15:00  | 238日遅れ |
| 新潟県        | 新潟放送（BSN）       | TBS系列 | 2012年11月7日 20:00 - 20:54  | 402日遅れ |
| 近畿広域圏    | 毎日放送（MBS）       | TBS系列 | 2013年1月14日 13:55 - 14:55  | 470日遅れ |

### 第2回
| 放送対象地域  | 放送局                    | 系列    | 放送日時                     | 遅れ日数   |
| ------------- | ------------------------- | ------- | ---------------------------- | ---------- |
| 関東広域圏    | TBSテレビ（TBS）          | TBS系列 | 2012年9月6日 19:00 - 20:54   | 制作局     |
| 青森県        | 青森テレビ（ATV）         | TBS系列 | 2012年9月6日 19:00 - 20:54   | 同時ネット |
| 岩手県        | IBC岩手放送（IBC）        | TBS系列 | 2012年9月6日 19:00 - 20:54   | 同時ネット |
| 宮城県        | 東北放送（TBC）           | TBS系列 | 2012年9月6日 19:00 - 20:54   | 同時ネット |
| 山形県        | テレビユー山形（TUY）     | TBS系列 | 2012年9月6日 19:00 - 20:54   | 同時ネット |
| 福島県        | テレビユー福島（TUF）     | TBS系列 | 2012年9月6日 19:00 - 20:54   | 同時ネット |
| 山梨県        | テレビ山梨（UTY）         | TBS系列 | 2012年9月6日 19:00 - 20:54   | 同時ネット |
| 新潟県        | 新潟放送（BSN）           | TBS系列 | 2012年9月6日 19:00 - 20:54   | 同時ネット |
| 長野県        | 信越放送（SBC）           | TBS系列 | 2012年9月6日 19:00 - 20:54   | 同時ネット |
| 静岡県        | 静岡放送（SBS）           | TBS系列 | 2012年9月6日 19:00 - 20:54   | 同時ネット |
| 富山県        | チューリップテレビ（TUT） | TBS系列 | 2012年9月6日 19:00 - 20:54   | 同時ネット |
| 石川県        | 北陸放送（MRO）           | TBS系列 | 2012年9月6日 19:00 - 20:54   | 同時ネット |
| 近畿広域圏    | 毎日放送（MBS）           | TBS系列 | 2012年9月6日 19:00 - 20:54   | 同時ネット |
| 鳥取県 島根県 | 山陰放送（BSS）           | TBS系列 | 2012年9月6日 19:00 - 20:54   | 同時ネット |
| 岡山県 香川県 | 山陽放送（RSK）           | TBS系列 | 2012年9月6日 19:00 - 20:54   | 同時ネット |
| 愛媛県        | あいテレビ（ITV）         | TBS系列 | 2012年9月6日 19:00 - 20:54   | 同時ネット |
| 長崎県        | 長崎放送（NBC）           | TBS系列 | 2012年9月6日 19:00 - 20:54   | 同時ネット |
| 福岡県        | RKB毎日放送（RKB）        | TBS系列 | 2012年10月14日 15:00 - 17:00 | 38日遅れ   |
| 広島県        | 中国放送（RCC）           | TBS系列 | 2012年10月20日 14:00 - 16:00 | 44日遅れ   |
| 鹿児島県      | 南日本放送（MBC）         | TBS系列 | 2012年10月20日 15:00 - 16:54 | 44日遅れ   |
| 北海道        | 北海道放送（HBC）         | TBS系列 | 2012年12月2日 15:00 - 16:55  | 87日遅れ   |
| 大分県        | 大分放送（OBS）           | TBS系列 | 2012年12月8日 14:00 - 15:54  | 93日遅れ   |
| 中京広域圏    | 中部日本放送（CBC）       | TBS系列 | 2013年1月4日 25:10 - 27:10   | 120日遅れ  |

## スタッフ
第4回（2013年9月24日放送分）
- 構成：山内正之、本松エリ、今関ちなつ、キシ、今井太郎
- ナレーター：服部伴蔵門、寺瀬今日子
- TM：山下直
- TD：大蔵聡
- CAM：中村年正
- VE：後藤静香
- 音声：田村真紀
- 照明：加藤由美子
- 美術：三須明子
- 美術デザイン：齋藤傑
- 美術制作：鈴木直美
- 装置：谷平真二
- 操作：松村美保
- 電飾：澤田稔
- 装飾：森田琴衣
- アクリル装飾：青木剛
- 衣裳：君和田悦子
- 持道具：小澤友香
- 生花装飾：伊東富之
- ヘアメイク：遠藤敏子
- 編集：大橋一明、本田修士
- MA：坂井真一
- 音響効果：佐藤卓嗣（ふなや）
- CGデザイン：佐野朋子（アイヴリックスタジオ）
- TK：田中理奈子
- デスク：山口麻美
- 編成：時松隆吉
- 宣伝：広重玲子
- アシスタントディレクター：波田野貴博、田村直之、長谷部敏史
- アシスタントプロデューサー：大森恵美、吉田弓恵
- キャスティングプロデューサー：住田雄一、荒井美妃
- ディレクター：相澤雄、冨樫泰章、大森千代美、青木達生、光用さやか、須田岳未
- 制作プロデューサー：川澄博雄、上原一節
- 演出・プロデューサー：刀根鉄太
- チーフプロデューサー：大久保竜
- 製作著作：TBS